# Pace University
Die Pace University ist eine private Universität mit drei Standorten in New York, die sich wie folgt aufteilen: Pace University in New York City, Pace University in Pleasantville und Pace Law in White Plains. Sie wurde 1906 von den Brüdern Homer St. Clair Pace und Charles Ashford Pace als Wirtschaftshochschule gegründet. Seit 2023 sind an der Pace University rund 14.000 Studierende in Bachelor-, Master- und Promotionsstudiengängen eingeschrieben.
Die Pace University bietet rund 100 Studiengänge an ihren sieben Colleges und Schulen an, darunter das „College of Health Professions“, das „Dyson College of Arts and Sciences“, die „Elisabeth Haub School of Law“, die „Lubin School of Business“, die „School of Education“, das „Sands College of Performing Arts“ und die „Seidenberg School of Computer Science and Information Systems“. Sie bietet auch einen Master of Fine Arts (M.F.A.) in Schauspiel durch die Actors Studio Drama School an und ist die Heimat der Fernsehsendung Inside the Actors Studio. Die Universität betreibt ein Zentrum für Frauenrecht in Yonkers, ein Gründerzentrum und ist mit der öffentlichen Schule „Pace University High School“ verbunden.
Die Pace University war ursprünglich im New York Tribune Building in New York City untergebracht und verbreitete sich von 1906 bis 1947 unter dem Namen Pace Institute in mehreren größeren Städten der USA. In den 1920er Jahren trennte sich das Pace Institute von Einrichtungen außerhalb New Yorks, behielt aber seinen Standort in Lower Manhattan bei. Im Jahr 1951 erwarb es sein erstes Gebäude in der 41 Park Row in Manhattan und eröffnete 1963 seinen ersten Westchester-Campus. 1969 eröffnete Pace mit dem „1 Pace Plaza“ sein größtes Gebäude. Die Umwandlung in eine Universität fand vier Jahre später statt.

## Geschichte

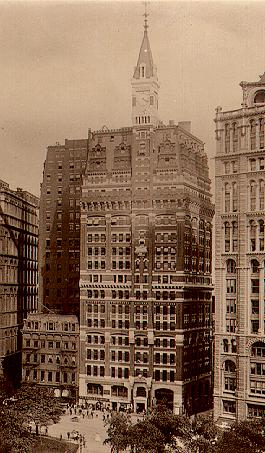
Das New York Tribune Building, der erste Sitz der Schule (das heutige „One Pace Plaza“). 41 Park Row befindet sich auf der rechten Seite.

Im Jahr 1906 gründeten die Brüder Homer St. Clair Pace  (1879–1942) und Charles Ashford Pace (1869–1940) die Firma „Pace & Pace“, um ihre Schulen für Buchhaltung und Gewerbe zu betreiben. Mit einem Kredit von 600 Dollar mieteten die Pace-Brüder ein Klassenzimmer in einem der Stockwerke des New York Tribune Building, dem heutigen „One Pace Plaza“-Komplex. Die Paces unterrichteten die erste Klasse von 13 Männern und Frauen. Die Schule wuchs schnell und zog mehrmals in Lower Manhattan um.
Die Schule der Pace-Brüder wurde bald als „Pace Institute“ gegründet und expandierte landesweit, indem sie in mehreren Städten der USA Kurse in Buchhaltung und Handelsrecht anbot. Etwa 4.000 Studenten besuchten die Kurse der Pace-Brüder in den Young Men’s Christian Associations (YMCA) im Raum New York-New Jersey. Der Pace standardisierte Kurs in Buchhaltung wurde auch in Boston, Baltimore, Washington, D.C., Buffalo, Cleveland, Detroit, Milwaukee, Grand Rapids, Kansas City, St. Louis, Denver, San Francisco, Los Angeles, Portland und Seattle angeboten. In den 1920er Jahren trennten sich die Pace-Brüder aus Sorge um die Qualitätskontrolle an weit entfernten Standorten von ihren Privatschulen außerhalb New Yorks und widmeten sich in der Folgezeit der ursprünglichen Schule in Lower Manhattan, die schließlich zu einem der Standorte der Pace University wurde. Aus dem Pace Institute in Washington, D.C., wurde später die „Benjamin Franklin University“ (heute Teil der George Washington University). 1927 zog die Schule in das neu fertiggestellte „Transportation Building“ am 225 Broadway um und blieb dort bis in die 1950er Jahre.
Nach dem Tod von Charles (1940) und Homer (1942) wurde Homers Sohn Robert S. Pace der neue Präsident von Pace. 1947 wurde dem Pace Institute vom „New York State Board of Regents“ der Status eines College zuerkannt und der Name in Pace College geändert. Im Jahr 1951 erwarb das College sein erstes Campus-Gebäude: 41 Park Row in Lower Manhattan. Das Gebäude, das unter Denkmalschutz der Landmarks Preservation Commission (LPC) steht, war Ende des 19. Jahrhunderts der Hauptsitz der New York Times. 1963 wurde der Pleasantville-Campus mit Grundstücken und Gebäuden errichtet, die der damalige Präsident von General Foods und Pace-Absolvent und -Treuhänder Wayne Marks und seine Frau Helen gestiftet hatten.
1966 setzten US-Vizepräsident Hubert H. Humphrey und New Yorks Bürgermeister John Lindsay zusammen mit dem damaligen Pace-Präsidenten Edward J. Mortola den ersten Spatenstich für den „One Pace Plaza Civic Center-Komplex“. Das ehemalige New York Tribune Building in der 154 Nassau Street, gegenüber der 41 Park Row, wurde abgerissen, um Platz für den neuen Gebäudekomplex zu schaffen.
Das „New York State Board of Regents“ genehmigte 1973 die Petition des Pace College für den Status als Universität und der Name wurde in Pace University geändert. Kurz darauf, im Jahr 1975, wurde das College of White Plains (früher bekannt als „Good Counsel College“) mit der Pace University zusammengelegt und zum „White Plains Campus“ umgewandelt, der zu dieser Zeit sowohl für die Unterbringung von grundständigen Studiengängen als auch für die im selben Jahr gegründete neue juristische Fakultät der Pace University genutzt wurde. Im September 1976 begann Pace mit dem Kursangebot in Midtown Manhattan im Gebäude der „Equitable Life Assurance Company“ (heute AXA) an der Avenue of the Americas und zog einmal um, bevor es 1997 an seinen jetzigen Standort wechselte. Das „Briarcliff College“ wurde 1977 erworben, aus ihm ging der Briarcliff-Campus hervor. Ein Graduierten-Center wurde 1982 in White Plains (New York) eröffnet, das 1987 in den neu errichteten Westchester Financial Center-Komplex im Geschäftsviertel von White Plains umzog. Zum Zeitpunkt seiner Eröffnung war das Pace-Graduiertenprogramm für Informatik das erste national akkreditierte Graduiertenprogramm im Bundesstaat New York.
1994 wurden alle grundständigen Studiengänge in White Plains auf dem Pleasantville-Briarcliff-Campus konsolidiert und der White Plains-Campus am North Broadway wurde der juristischen Fakultät überlassen; damit befinden sich die Westchester-Studiengänge der Universität in Pleasantville und die Westchester-Absolventenprogramme in White Plains. Schließlich erwarb Pace 1997 das „World Trade Institute“ im One World Trade Center von der Hafenbehörde von New York und New Jersey.
Am 5. März 2006 trafen sich Pace-Studenten, Alumni, Dozenten und Mitarbeiter aller Standorte auf dem Pleasantville-Campus zu einer universitätsweiten Hundertjahrfeier; ein von der Metropolitan Transportation Authority (MTA) kostenlos zur Verfügung gestellter Pace-Hundertjahr-Zug brachte die New Yorker Pace-Studenten, Alumni, Dozenten und Mitarbeiter zum Pace-Campus in Pleasantville. Der ehemalige Präsident Bill Clinton erhielt während der Zeremonie, die im Goldstein Health, Fitness and Recreation Center stattfand, die Ehrendoktorwürde der Pace University. Im Anschluss an die Verleihung der Ehrendoktorwürde hielt er eine Ansprache an die Studenten, Dozenten, Alumni und Mitarbeiter von Pace und gab damit den offiziellen Startschuss für das hundertjährige Bestehen der Universität.
Seit ihrem letzten Besuch anlässlich des Black History Month im Jahr 1989 besuchte Maya Angelou die Pace-Gemeinde erneut am 4. Oktober 2006 anlässlich der Hundertjahrfeier von Pace. Zwei Tage später, am 6. Oktober 2006 (dem Pace's Founders Day), läutete die Pace University die Eröffnungsglocke der NASDAQ-Börse in Midtown Manhattan, um das Ende der 14-monatigen Hundertjahrfeier zu markieren.

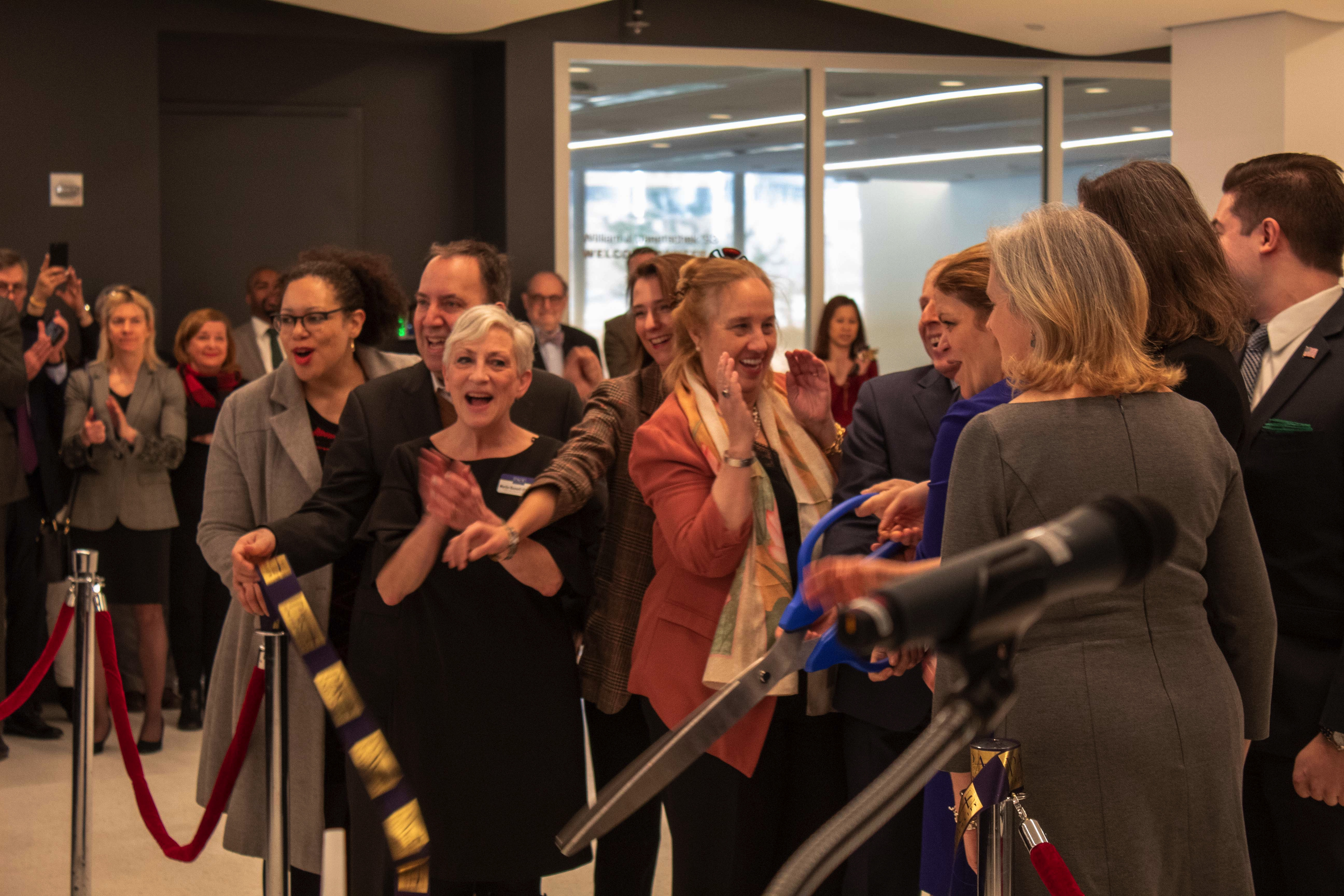
Die Eröffnungszeremonie im One Pace Plaza mit Vertretern der Universitätsverwaltung und der Stadt New York

Am 15. Mai 2007 kündigte der Präsident der Pace University, David A. Caputo, seinen vorzeitigen Rücktritt zum 3. Juni 2007 an. Das Kuratorium der Pace University ernannte daraufhin den Dekan der Pace Law School, Stephen J. Friedman, zum Interimspräsidenten. Friedman war seit 2004 Dekan und Professor für Recht an der Pace Law School. Er war außerdem Kommissar der Securities and Exchange Commission (SEC) und Co-Vorsitzender der internationalen Anwaltskanzlei „Debevoise & Plimpton“. Friedman trat im Juli 2017 als Präsident der Pace University zurück. Im Jahr 2015 verkaufte die Pace University den Briarcliff-Campus, um den Westchester-Campus der Pace University an einem einzigen Standort zu konsolidieren.
Der ehemalige Präsident des Oberlin College, Marvin Krislov, wurde im Februar 2017 zum Präsidenten der Pace University ernannt.
Im Februar 2017 begann die Pace University mit einem 190 Millionen Dollar teuren Renovierungsprozess, der als „Masterplan“ bezeichnet wurde. Die Phase 1, das die Gebäude One Pace Plaza und 41 Park Row betraf, wurde am 28. Januar 2019 mit einer feierlichen Zeremonie abgeschlossen. Weitere zukünftige Phasen umfassen eine vertikale Erweiterung von One Pace Plaza, um zusätzliche 6.200 m² akademischen Raums zu schaffen, den Umzug der „Lubin School of Business“, die Verlegung von Verwaltungsbüros von 41 Park Row und die Modernisierung der Fassade von One Pace Plaza.

## Akademiker

### Zulassungen
Die Zulassungsquote der Pace University für das Jahr 2019 lag bei 75,9 %. Die zugelassenen Studenten hatten einen durchschnittlichen High School Grade Point Average (GPA) von 3,4, eine durchschnittliche Scholastic Assessment Test (SAT) Gesamtpunktzahl von 1160 (von 1600; 570 Mathe, 590 Lesen und Schreiben) und eine durchschnittliche American College Test (ACT) Gesamtpunktzahl von 25 (von 36).

### Rangliste
In der Ausgabe 2020 des U.S. News & World Report rangiert Pace auf Platz 202 unter den Universitäten in den Vereinigten Staaten.

### Schulen und Hochschulen
Die Universität besteht aus den folgenden Fakultäten, die jeweils über Graduierte- und  Undergraduate-Bereiche verfügen:
- College of Health Professions (2011)
- Die Lienhard School of Nursing (1966) wird vom U.S. News & World Report auf Platz 79 der Graduiertenschulen für Krankenpflege eingestuft.
- Dyson College of Arts and Sciences (1966)
- Lubin School of Business (1906)
- Sands College of Performing Arts (2023)
- School of Education (1966)
- Seidenberg School of Computer Science and Information Systems (1983), im Jahr 2005 nach Ivan Seidenberg, Chairman/CEO von Verizon und Pace-Alumnus benannt. Seit Gründung der Schule 1983 war Susan M. Merritt 25 Jahre lang deren Gründungsdekanin – die längste Amtszeit aller Dekane an der Pace School.
- Elisabeth Haub School of Law (1976)
- Pforzheimer Honors College (2003)
- Adult and Continuing Education (vorher bekannt als University College 1979–1984; School of Continuing Education 1968–1979)
- World Trade Institute of Pace University (1997 von der Hafenbehörde von New York und New Jersey erworben – bis zum 11. September 2001 ursprünglich im 55. Stock des 1 World Trade Center untergebracht, 2003 wiedereröffnet, 2005 geschlossen).
- Actors Studio of Master of Fine Arts (MFA)-Programm. Das „Michael Schimmel Center for the Arts“ war einst das Zuhause der Fernsehsendung Inside the Actors Studio, die früher von James Lipton moderiert wurde und einst Tony Randalls „National Actors Theatre“ beherbergte.

Die Pace University belegte im Jahr 2020 im U.S. News & World Report den 202. Platz unter den nationalen Universitäten und den 34. Platz unter den „Top Performers on Social Mobility“. 2015 belegte die Pace University Platz 19 im Bundesstaat New York bei den durchschnittlichen Professorengehältern.

## Campusse
Die Campusse der Pace University befinden sich in New York City und Westchester County. Der Shuttle-Service der Universität sorgt für den Transport zwischen den Standorten New York City und Pleasantville. Darüber hinaus verfügt die Pace University über eine High School, die nur zehn Blocks vom New York City Campus der Universität entfernt ist.

### New York City

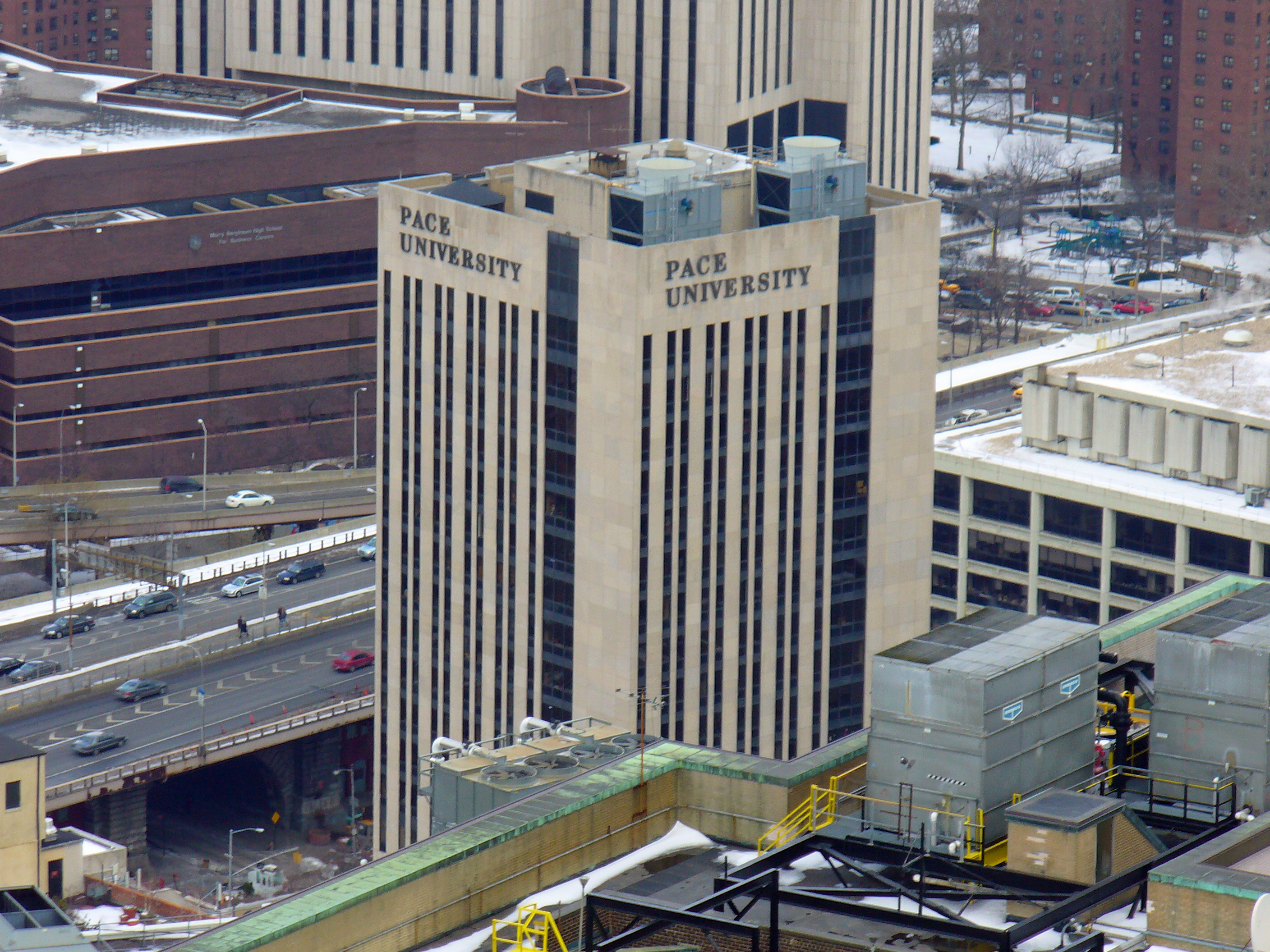
Maria's Tower, One Pace Plaza

Der Campus in New York City liegt im Civic Center von Lower Manhattan, in der Nähe des Financial District und des NewYork-Presbyterian Lower Manhattan Hospital.
Der Campus liegt nur wenige Gehminuten von bekannten Sehenswürdigkeiten in New York City entfernt, darunter die Wall Street, das World Trade Center, das World Financial Center, der South Street Seaport, Chinatown und Little Italy. Pace verfügt über eine Fläche von etwa 88.000 m² in Lower Manhattan. Das Hauptgebäude, „One Pace Plaza“, ist ein Gebäude, das von zwei Blöcken, die von Gold, Nassau, Spruce und Frankfort Street begrenzt wird und direkt an der Manhattan-Auffahrtsrampe der Brooklyn Bridge liegt. Direkt gegenüber der City Hall beherbergt der One Pace Plaza-Komplex die meisten Unterrichtsräume, Verwaltungsbüros, ein 190 m² großes Studenten-Center, ein Gemeinschaftstheater mit 750 Plätzen und ein 18-stöckiges Hochhaus-Wohnheim (bekannt als „Maria's Tower“).

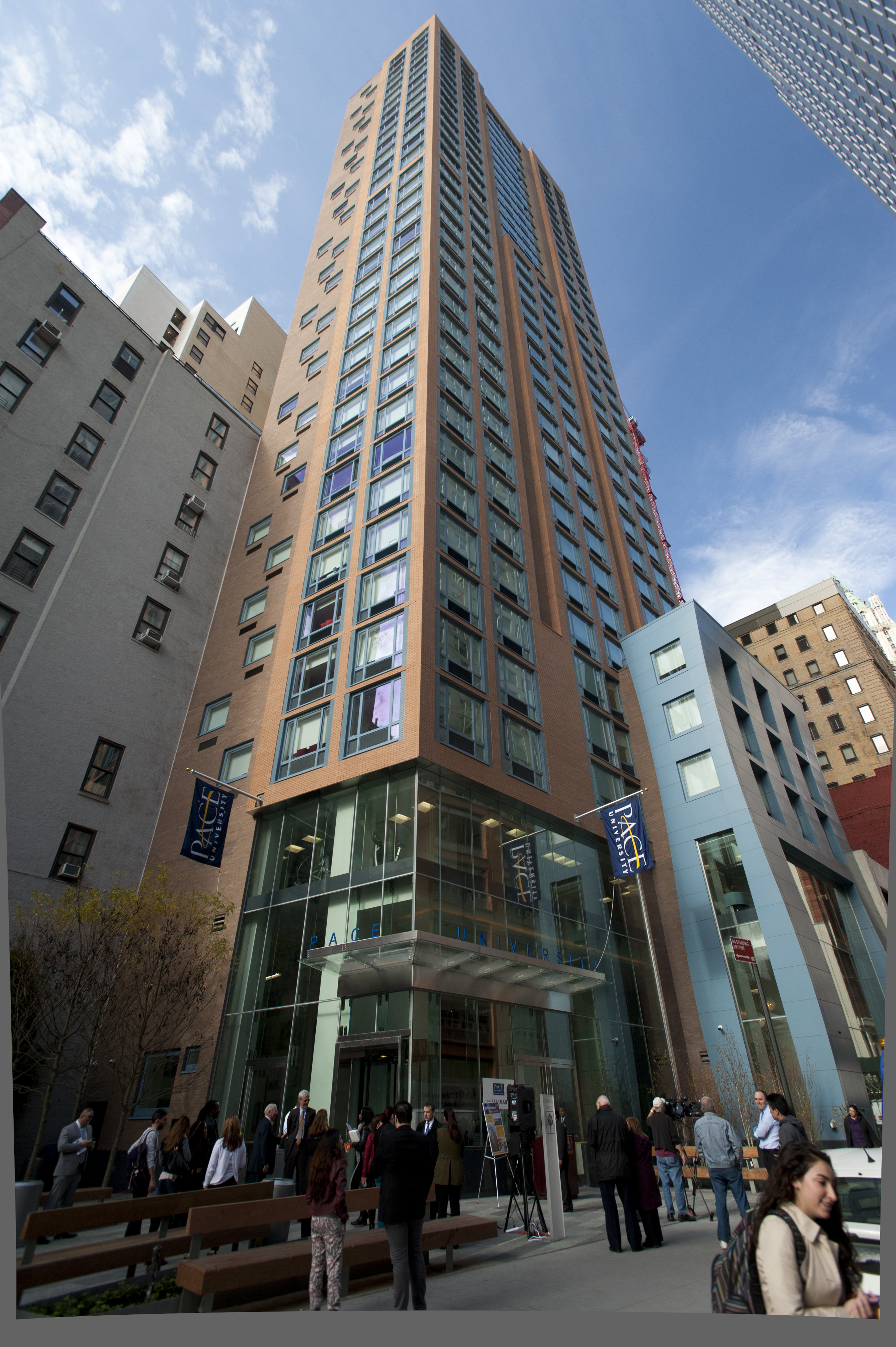
33 Beekman

41 Park Row war im 19. Jahrhundert der Hauptsitz der New York Times und beherbergt heute die Studentenzeitung „The Pace Press“ sowie Büros von Studentenorganisationen, die Pace University Press, Fakultätsbüros, den Buchladen der Universität und Unterrichtsräume. 41 Park Row beherbergt auch die Haskins Laboratories, 250 m² von Seymour H. Hutner, in denen medizinische Experimente durchgeführt werden, wie die Studie über Grüntee-Extrakt, die in den internationalen Medien veröffentlicht wurde. Die Gebäude 157 William Street, 161 William Street und 163 William Street wurden von Pace nach den Terroranschlägen vom 11. September erworben, um den Verlust der gesamten 55. Etage, 4.268 m², im Nordturm des World Trade Centers auszugleichen, in der das „World Trade Institute“ und das „World Trade Conference Center“ der Pace University untergebracht waren.
Die Gebäude in der William Street beherbergen Unterrichtsräume, Büros der Seidenberg School of Computer Science & Information Systems, der School of Education, des College of Health Professions, die Gründerzentren der Universität und das Downtown Conference Center von Pace, in dem die Executive Master of Business Administration (e.MBA)-Residency-Sessions stattfinden (Pace hat auch Büroräume in der William Street 156 gemietet). Das Gebäude in der 33 Beekman Street ist das höchste Studentenwohnheim der Welt. Pace mietet auch Wohnheime in der Residenz 55 John Street, ebenfalls in Lower Manhattan. Pace bietet auch Kurse in Midtown Manhattan an, und zwar im Art-déco-Gebäude Fred F. French Building in der 551 Fifth Avenue.
Im Januar 2019 schloss Pace eine 45 Millionen Dollar teure Renovierung von One Pace Plaza und der angrenzenden 41 Park Row ab.

### Westchester

#### Pleasantville-Campus

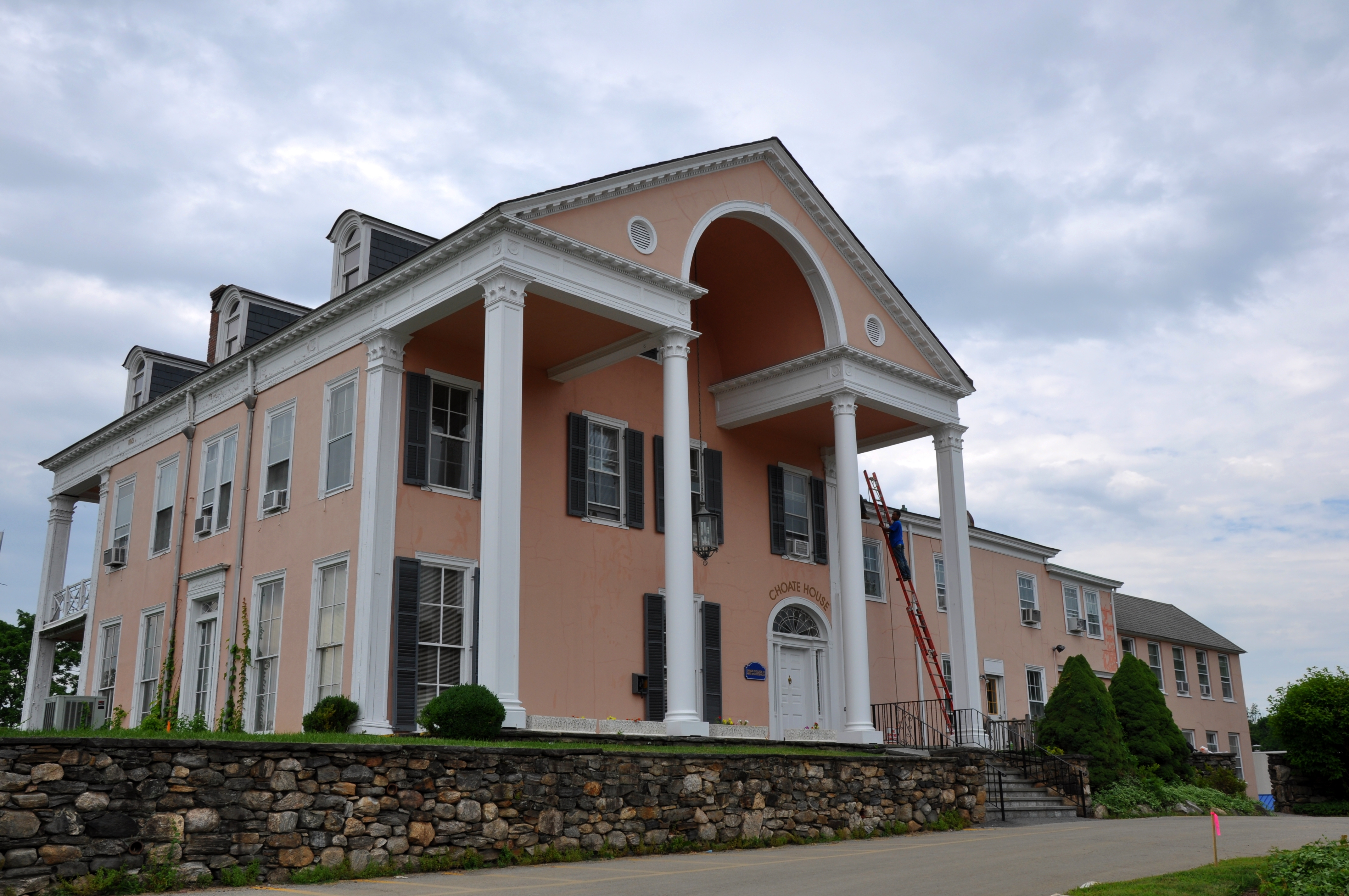
Choate House, Pleasantville (2014)

Dow Hall, Briarcliff Manor (2015)

Der Unterricht begann 1963 in Pleasantville im Westchester County, New York. Der Campus besteht heute aus dem ehemaligen Anwesen des damaligen stellvertretenden Vorsitzenden der General Foods Corporation, Wayne Marks (Abschlussjahrgang 1928), das früher dem Arzt George C. S. Choate (1827–1896) gehörte (der einem Teich und einem Haus auf dem Campus seinen Namen gab).
Auf dem 73 Hektar großen Campus befindet sich das Umweltzentrum, das um die Überreste eines Bauernhauses aus dem Jahr 1779 herum errichtet wurde. Das Zentrum, das dem Umweltstudienprogramm gewidmet ist, bietet Büro- und Unterrichtsräume; es beherbergt die Tiere der Universität wie Hühner, Ziegen, Schafe, Schweine und Raubvögel. Im Rahmen des Masterplans für Pleasantville wurde das Umweltzentrum erweitert und in den hinteren Teil des Campus verlegt. An seiner Stelle wurden zwei neue Wohnheime, „Elm Hall“ und „Alumni Hall“, gebaut und das „Kessel Student Center“ wurde umgestaltet.

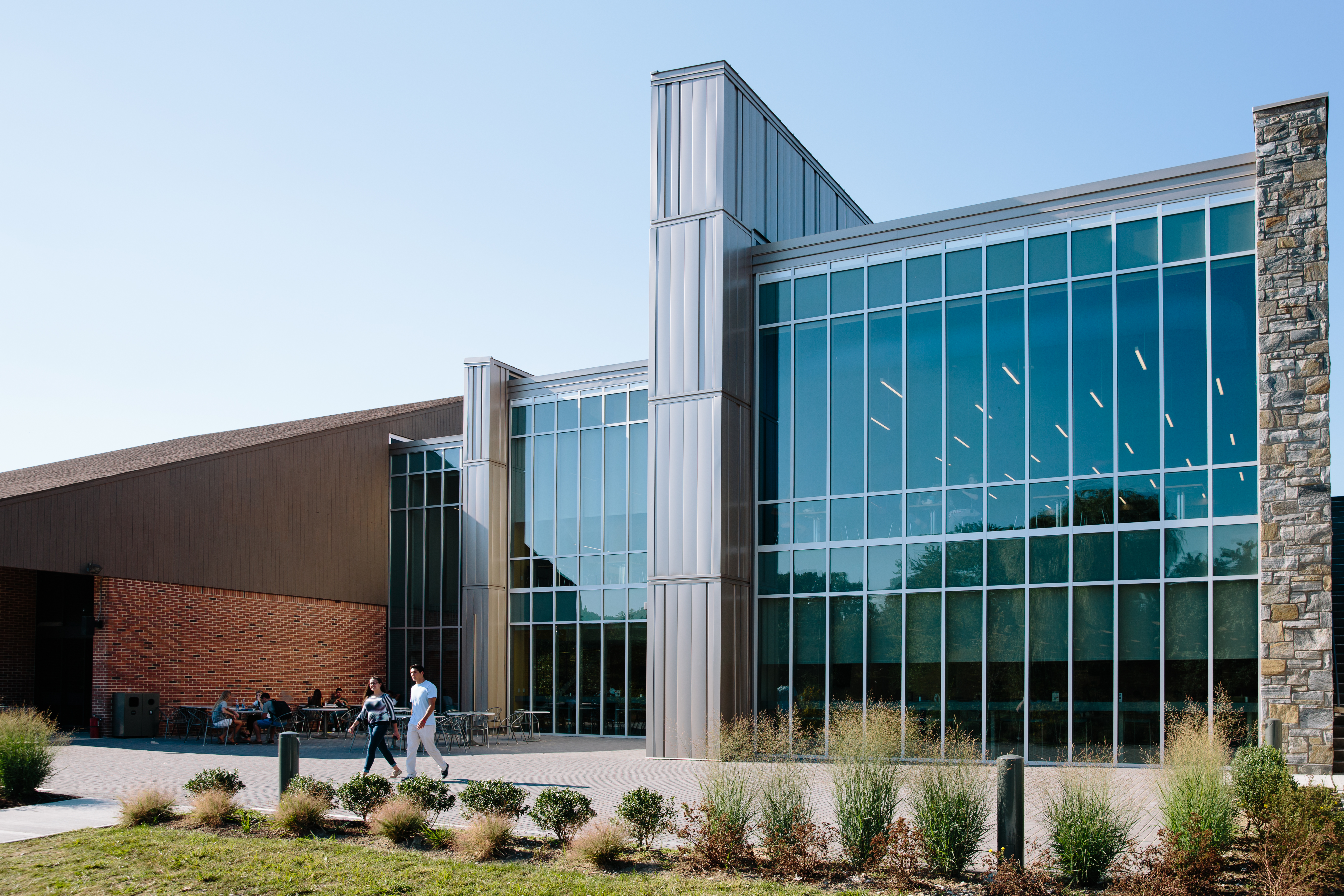
Kessel Student Center (2017)

#### Elisabeth Haub School of Law
Die Elisabeth Haub School of Law der Pace University liegt nur 30 Minuten von der Grand Central Station (GCT) in New York City entfernt, 37 km nördlich von Manhattan in White Plains, New York, im Westchester County. Sie liegt zwischen der Interstate 287 (I-287) und der New York State Route 22 (NY 22) (North Broadway) und verfügt über einen 5,3 Hektar großen, landschaftlich gestalteten Vorstadtcampus mit einer Mischung aus historischen und modernen Gebäuden. Die 1976 gegründete Pace Law School ist die einzige juristische Fakultät zwischen New York City und der 219 km entfernten Landeshauptstadt Albany (New York).
Im Jahr 2020 bewertete der U.S. News & World Report das „Advanced Certificate in Environmental Law Programm“ der juristischen Fakultät auf Platz 3, und bewertete die juristische Fakultät allgemein auf Platz 136.
Auf dem Campus der Law School befindet sich die anerkannte „Pace Environmental Litigation Clinic“, an der der emeritierte Professor für Umweltrecht und ehemalige Pace-Student Robert F. Kennedy Jr. bis zu seiner Pensionierung als Co-Direktor tätig war. Ebenfalls auf dem Campus befindet sich das „New York State Judicial Institute“, das erste landesweite Ausbildungs- und Forschungszentrum der Vereinigten Staaten für alle Richter und Staatsanwälte des „New York State Unified Court System“.
Für viele Jurastudenten, die aus New York City und dem gesamten Bundesstaat pendeln, wird ein regelmäßiger Pace-Shuttle-Service zwischen dem Campus der Law School und der „White Plains Station“ der Metro-North Railroad angeboten. Stephen J. Friedman (* 1938), ehemaliger Kommissar der Securities and Exchange Commission und ehemaliger Co-Vorsitzender von Debevoise & Plimpton, war der letzte Dekan der Pace Law School.

## Weitere Einrichtungen

### Pace University High School
Die Pace University hat eine öffentliche High School gegründet und im September 2004 ihre Türen für die erste Klasse geöffnet. Die Pace High School gehört zum New York City Department of Education Schulbezirk Region 9 und teilt sich ein Gebäude mit der Middle School 131 in der 100 Hester Street in Lower Manhattan, 10 Blocks vom Campus der Universität New York City entfernt.

### SCI²-Gründerzentren
Im Herbst 2004 eröffnete die Pace University in Lower Manhattan und Yonkers zwei Gründerzentren, um Unternehmen in der Frühphase ihres Wachstums in New York City zu unterstützen. SCI² (Abk. für Second Century Innovation and Ideas, Corp.) unterhält Accelerator-Standorte in der 163 William Street in Lower Manhattan und im 10.800 m² großen „NValley Technology Center-Komplex“ in der 470 Nepperhan Avenue in Yonkers.

### Women's Justice Center am Westchester County Family Court-Yonkers
Im Jahr 2001 eröffnete das „Pace Women's Justice Center“ (kurz: PWJC); (deutsch Zentrum für Frauenrechte) der Pace Law School einen zweiten Standort am „Westchester County Family Court“ (deutsch Westchester County Familiengericht) in Yonkers, New York (der erste befindet sich auf dem Campus der Law School im Haus 27 Crane Avenue). Der Westchester County Family Court in Yonkers ist eines von drei Familiengerichten in Westchester County. Das Yonkers-Büro des Women's Justice Center befindet sich im Westchester Family Court, 53 South Broadway in Yonkers.

### International Disarmament Institute
Das „International Disarmament Institute“ (deutsch Internationales Abrüstungsinstitut) ist ein Zentrum für die Lehre und das Studium der weltweiten Abrüstung, Rüstungskontrolle und Nichtverbreitung. Matthew Bolton, der Direktor des Instituts, arbeitete an der Internationalen Kampagne zur Abschaffung von Atomwaffen mit, die 2017 mit dem Friedensnobelpreis ausgezeichnet wurde.

## Theater und Kunst

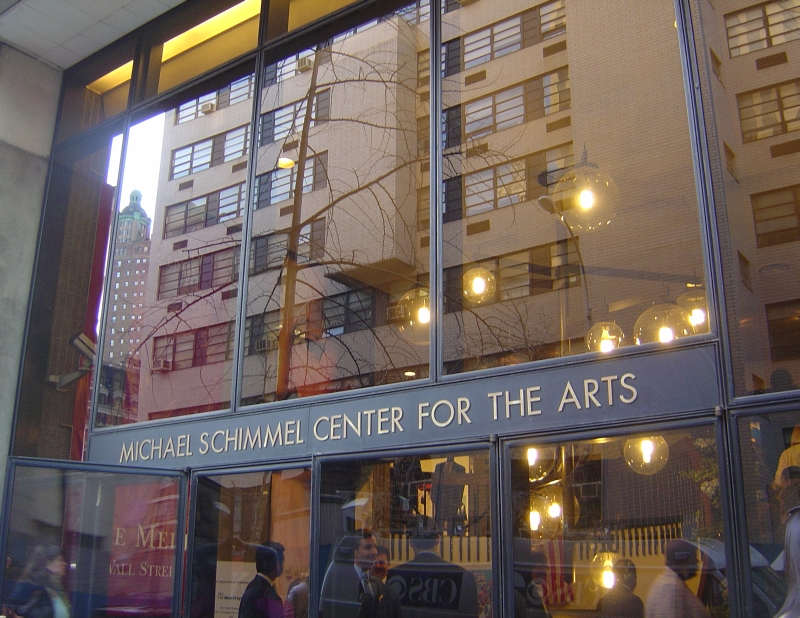
Michael Schimmel Center for the Arts (2006)

Das „Michael Schimmel Center for the Arts“ ist das Haupttheater der Pace University und befindet sich auf dem Campus der Universität in New York City in Lower Manhattan. Das Michael Schimmel Center for the Arts mit 750 Sitzplätzen war von 1994 bis 2003 die Heimat der Fernsehsendung Inside the Actors Studio, die von James Lipton moderiert wurde. Es war auch früher die Heimat des „National Actors Theatre“, einer Theatergruppe, die von dem Schauspieler Tony Randall gegründet worden war, der dort ebenfalls zu Gast war. Das National Actors Theatre war die einzige professionelle Theatergruppe, die in einer Universität in New York City untergebracht war. An den Theaterproduktionen am Pace waren Stars wie Tony Randall, Al Pacino, Steve Buscemi, Dominic Chianese, Billy Crudup, Charles Durning, Paul Giamatti, John Goodman, Chazz Palminteri, Linda Emond, Len Cariou, Roberta Maxwell und Jeff Goldblum beteiligt. Das Pace ist auch einer der Veranstaltungsorte für das Tribeca Film Festival, das „Tribeca Theater Festival“, das New York International Fringe Festival (kurz: FringeNYC), das „River To River Festival“ (New York Citys größtes kostenloses öffentliches Sommerfestival) und den „Grammy Career Day of Grammy in the Schools“. Das „Woodward Hall Theater“ mit 135 Plätzen auf dem Campus in Briarcliff Manor im Westchester County ist die Heimat der „Hudson Stage Company“.

## Leichtathletik
Die Sportmannschaften von Pace heißen „Setters“; das Maskottchen der Universität ist der Setter. Die Pace University bietet vierzehn Sportarten an, die in der Universität betrieben werden. Zu den Männersportarten gehören Baseball, Basketball, Crosslauf, Football, Lacrosse sowie Schwimmen und Tauchen. Zu den Frauensportarten gehören Basketball, Cheerleading, Crosslauf, Tanz, Feldhockey, Fußball, Softball, Schwimmen und Tauchen sowie Volleyball. Die Schule ist Mitglied der National Collegiate Athletic Association (NCAA) Division II und der „Northeast-10 Conference“ (NE-10). Die offiziellen Farben der Schule sind Blau und Gold.

## 11. September 2001
Am Tag der Terroranschläge vom 11. September 2001 verlor die Pace University, vier Blocks vom Ground Zero entfernt, 4 Studenten und über 40 Ehemalige. Die Studenten mussten um 10.00 Uhr den Unterricht verlassen und an andere Orte im One Pace Plaza evakuiert werden. Der Rettungsdienst der Stadt New York räumte die Lobby der Zulassungsstelle und machte sie zu einem Triage-Zentrum für die Opfer des Anschlags. Viele der Patienten waren Polizeibeamte, Feuerwehrleute und andere Rettungskräfte aus New York City. Trümmer und etwa 7,5 cm Staub und Asche lagen über dem Pace-Gelände in New York City und den örtlichen Straßen. Keines der Gebäude von Pace wurde beschädigt, mit Ausnahme des World Trade Centers; Pace verlor die gesamte 55. Etage (4.268 m²). im Nordturm des World Trade Centers, in dem das World Trade Institute der Pace University und das Pace University World Trade Conference Center (jetzt das Downtown Conference Center (DTCC)) untergebracht waren. Auf allen drei Campussen der Pace University steht eine Gedenkstätte für die Studenten und Absolventen, die am 11. September ihr Leben verloren haben. Vor dem One Pace Plaza steht (seit Herbst 2007) die Statue eines Deutschen Schäferhundes, ein Geschenk des American Kennel Club, zur Erinnerung an die Unterstützung von Pace als Triage-Zentrum am 11. September.

## Ehemalige Absolventen
Zu den Absolventen und ehemaligen Studenten des Pace gehören:
- Mike Adenuga, nigerianischer Unternehmer
- Ailee, koreanisch-US-amerikanische Sängerin
- Stephanie Andujar, US-amerikanische Schauspielerin
- Milton Nathaniel Barnes, liberianischer Politiker
- Christopher Briney, US-amerikanischer Schauspieler
- Yancy Butler, US-amerikanische Schauspielerin
- James E. Davis, US-amerikanischer Politiker
- Dominique Fishback, US-amerikanische Theater- und Filmschauspielerin
- Richard Grasso, ehemaliger US-amerikanischer Vorsitzender und CEO der New York Stock Exchange (1995–2003)
- Kathleen Herles, US-amerikanische Synchronsprecherin
- Tim Morehouse, ehemaliger US-amerikanischer Säbelfechter
- Rachael Ray, US-amerikanische Fernsehmoderatorin und Autorin
- Ivan Seidenberg, US-amerikanischer Manager
- Barbara Vucanovich, ehemalige US-amerikanische Politikerin
- Suzanne Weyn, US-amerikanische Autorin für Jugendromane
- Tommy Nelson, US-amerikanischer Schauspieler